# Церковь Рождества Пресвятой Богородицы (Львов)
Церковь Рождества Пресвятой Богородицы — греко-католический храм в жилом районе Сихов во Львове.

## История
17 апреля 1990 года был посвящён камень под строительство церкви. Первым настоятелем общины был назначен иеромонах Студийского Устава Василий Вороновский. Вскоре, возле посвящённого камня была построена временная часовня, первое богослужение в которой состоялась 21 сентября 1991 года. Впоследствии новым настоятелем Церкви был назначен отец Евгений Бойко. В это время, были основаны Алтарная и Марийская Дружины.
С целью построения церкви, была проведена выставка-конкурс проектов храма. Среди различных вариантов победил проект канадского архитектора украинского происхождения Радослава Жука. Конструкция предусматривала выполнение работ значительным количеством неквалифицированных работников с целью привлечения к строительству добровольцев, жителей Сиховского микрорайона.
В апреле 1994 года, администратором прихода был назначен отец Орест Фредина, и уже с 1995 года началось строение храма Рождества Пресвятой Богородицы.
8 октября 2000 года новый храм освятил епископ-помощник Львовский, будущий глава УГКЦ — владыка Любомир Гузар.
26 июня 2001 года у нового храма состоялась встреча Папы Римского Иоанна Павла II с молодежью, которая собрала около 500 тыс. человек. С тех пор, площадь возле храма Рождества Пресвятой Богородицы назвали именем Иоанна Павла II.
28 сентября 2007 года возле церкви состоялась торжественная закладка парка имени Иоанна Павла II.
В 2009 году, по результатам опроса 100 львовских архитекторов, проведённого архитекторами Богданом Черкесом и Антоном Коломойцевым, храм признан лучшим образцом современной архитектуры Львова.
26 июня 2011 года возле храма, по случаю 10-летия со дня визита в храм Блаженного Иоанна Павла II, состоялась торжественная Архиерейская Божественная литургия, возглавляемая Блаженнейшим Патриархом УГКЦ Святославом Шевчуком, которая собрала почти 40 тыс. человек.
Указом Президента Украины № 1079/2011 от 29 ноября 2011 года, Радославу Жуку, Зеновию Подлесному (посмертно), Святославу Владице и Оресту Фредине за архитектуру храма присуждена Государственная премия Украины в области архитектуры.